# Okres Jędrzejów
Okres Jędrzejów (polsky Powiat jędrzejowski) je okres v polském Svatokřížském vojvodství. Rozlohu má 1 256,96 km² a v roce 2019 zde žilo 85 379 obyvatel. Sídlem správy okresu je město Jędrzejów.

## Gminy
Městsko-vesnické:
- Jędrzejów
- Małogoszcz
- Sędziszów
- Sobków
- Wodzisław

Vesnické:
- Imielno
- Nagłowice
- Oksa
- Słupia

## Města
- Jędrzejów
- Małogoszcz
- Sędziszów
- Sobków
- Wodzisław

## Sousední okresy
| Růžice kompasu | Włoszczowa |                 | Kielce  | Růžice kompasu |
| Růžice kompasu | Zawiercie  | Sever           |         | Růžice kompasu |
| Růžice kompasu | Zawiercie  | Okres Jędrzejów |         | Růžice kompasu |
| Růžice kompasu | Zawiercie  | Jih             |         | Růžice kompasu |
| Růžice kompasu |            | Miechów         | Pińczów | Růžice kompasu |